# Филиппоне, Пьеро
Пьеро Филиппоне (итал. Piero Filippone; 20 ноября 1911, Неаполь — 1 января 1998 , Санта-Фе, Нью-Мексико, США) — итальянский художественный руководитель, художник-декоратор. Лауреат премии «Серебряная лента» (1946 и 1948).

## Биография
Работал с рядом известных режиссёров Гуидо Бриньоне, Марио Камерини, Марио Маттоли, Роберто Росселлини, Эдуардо Де Филиппо и другими.
За свою творческую карьеру с 1934 года, как главный художник, оформил 163 кино- и телефильмов. Выступил в качестве художественного руководителя ещё 30, в том числе 24-х кинолент с Тото.

## Избранная фильмография
- 1935 — Треугольная шляпа
- 1939 — Венецианский карнавал
- 1940 — Обезглавленный Иоанн Креститель
- 1942 — Сегодня ничего нового
- 1942 — Три орлёнка
- 1943 — Внешний вид
- 1943 — Бойкая Тереза
- 1945 — Невзгоды синьора Траве
- 1946 — Возвращение человека
- 1947 — Германия, год нулевой
- 1947 — Капитанская дочка
- 1947 — Депутатка Анджелина
- 1948 — Страх и арена
- 1948 — Тото совершает поездку по Италии
- 1948 — Таинственный рыцарь
- 1949 — У стен Малапаги
- 1950 — Хроника одной любви
- 1951 — Филумена Мартурано
- 1952 — Итальянские братья
- 1952 — Тото в цвете
- 1954 — Один день в суде
- 1954 — Путешествие в Италию
- 1954 — Американец в Риме
- 1954 — Тото в поисках мира
- 1954 — Бедность и благородство
- 1956 — Любовница Нерон
- 1956 — Лучшие дни
- 1957 — Семь холмов Рима
- 1957 — Невозможная Изабелль
- 1957 — Тото, Витторио и женщина-врач
- 1958 — Золотые ноги
- 1958 — Обнаженная Маха
- 1958 — Опасные жены
- 1958 — Неаполь — моя любовь
- 1959 — Тото в Париже
- 1959 — Внучка Сабелла
- 1959 — Вексель
- 1959 — Моралист
- 1959 — Мы двое беглецов
- 1959 — Не теряем голову
- 1959 — Сюрпризы любви
- 1959 — Тото в Мадриде
- 1959 — Вдовец
- 1959 — Герцогиня из Санта Лючии
- 1960 — Грех юности
- 1960 — Родители в голубых джинсах
- 1960 — Любовь в Риме
- 1960 — Ангел в красном
- 1960 — Мы крутые
- 1961 — За закрытыми дверями
- 1961 — Атлантида
- 1961 — Дон Камилло, монсеньор
- 1961 — Мацист в суде великого хана
- 1961 — Тото, Пеппино и сладкая жизнь
- 1961 — Смерть бандита
- 1961 — Пять моряков для ста девушек
- 1962 — Сын Капитана Блада
- 1962 — Улисс против Геркулеса
- 1962 — 2 самурая на 100 гейш
- 1962 — Массажистка
- 1963 — Битва отважных
- 1963 — Чёрный Герцог
- 1964 — Джульетта и Ромео
- 1966 — Кровь за кровь
- 1967 — Дни ярости
- 1968 — Наёмник
- 1968 — Миллионы Мадигана
- 1969 — Че Гевара
- 1969 — Легион проклятых
- 1971 — Да здравствует смерть твоя
- 1972 — Высокое напряжение
- 1972 — Нож для колки льда
- 1972 — Сонни и Джед
- 1972 — Какое отношение мы имеем к революции?
- 1973 — Мой брат Анастазия
- 1973 — История уединенной монахини
- 1974 — Даже ангелы бывают жестоки
- 1974 — За дверью
- 1975 — Африка экспресс
- 1975 — Белый, жёлтый, чёрный
- 1975 — Громила в Гонконге
- 1991 — Счастливчик Люк